# Mine de Northparkes
 (mars 2025).
La mine de Northparkes est une mine à ciel ouvert et souterraine d'or et de cuivre située en Nouvelle-Galles du Sud en Australie.